# La luna se levanta
La luna se levanta (月は上りぬ Tsuki wa noborinu?) es una película de comedia romántica japonesa de 1955 y la segunda película dirigida por Kinuyo Tanaka.

## Sinopsis
La acción transcurre en los primeros años de la posguerra. Mokichi Asai es un padre viudo de tres hijas, que vive en la ciudad de Nara en el recinto del templo Tōdai-ji. La hija mayor, Chizuru es viuda. El hermano pequeño de su difunto marido, Shoji Yasui, lleva mucho tiempo sin encontrar trabajo y vive con la familia Asai en el templo. La pequeña de las hermanas, Setsuko, está enamorada en secreto de él. Sin embargo, su relación es puramente amistosa.
Un día, el amigo de Shoji, Amamiya, que tiene un buen trabajo en una compañía telefónica, viene a visitarle. Setsuko decide presentarle a la hermana mediana, Ayako. Amamiya regresa pronto a Tokio, pero desde allí continua comunicándose con Ayako, y más tarde le propone noviazgo.
Setsuko sueña constantemente con vivir en Tokio, donde vivieron hasta la muerte de su madre. Un día, se pelea con Shoji porque le ofrecieron un trabajo en Tokio, y él lo rechazó a favor de su amigo, que estaba más interesado en la oferta. Shoji acusa a Setsuko de ser una egoísta y después de esa pelea no se hablan durante mucho tiempo. Posteriormente, a Shoji le ofrecen otro trabajo en Tokio, y él, sin dudarlo, acepta, llevándose a Setsuko, que se ha reconciliado con él.
Mokichi Asai se queda en Nara con su hija mayor Chizu, pero él la convence para que piense en un segundo matrimonio.

## Reparto
- Chishū Ryū como Mokichi Asai
- Shūji Sano como Shunsuke Takasu
- Hisako Yamane como Chizuru (la hija mayor)
- Yōko Sugi como Ayako (la hija mediana)
- Mie Kitahara como Setsuko (la hija pequeña)
- Shōji Yasui como Yasui
- Ko Mishima como Amamiya
- Kinuyo Tanaka como Yoneya
- Shōji Yasui como Shōji Yasui

## Producción
El guion de la película fue escrito por Yasujirō Ozu en colaboración con Ryōsuke Saitō en 1947, pero el proyecto, que originalmente iba a ser filmado por Ozu para la productora Shintōhō con Hideko Takamine en el papel principal, se retrasó varias veces. Por lo que, Ozu y el productor Eisei Koi confiaron el guion al Sindicato de Directores de Japón (DGJ) para que lo produjera Nikkatsu, que acababa de reconstruir los estudios y estaba reanudando la producción cinematográfica. Pero apenas unos meses antes, las cinco grandes compañías cinematográficas japonesas: Shochiku, Tōhō, Daiei, Shintōhō y Tōei firmaron en septiembre de 1953 el «Acuerdo de las Cinco Compañías», que tenía como objetivo bloquear la contratación de actores por parte de su nuevo competidor, Nikkatsu.
Con esta película, Kinuyo Tanaka se enfrenta a los juegos políticos de la industria cinematográfica. Debido al «Acuerdo de las Cinco Compañías», muchos actores se mostraron reacios a participar en el proyecto, las audiciones se multiplicaron, lo que retrasó el inicio del rodaje y, finalmente, el elenco quedó compuesto en gran parte por actores nuevos y poco conocidos por el público. Si bien se suponía que la película se estrenaría en marzo de 1954, la filmación no comenzó hasta octubre de ese mismo año.
El guion original de 1947 fue modificado a petición de un patrocinador, la empresa de telecomunicaciones Nippon Telegraph and Telephone Public Corporation (NTTPC), fundada en 1952, que quería promocionar sus servicios. Así, el ingeniero Amemiya, enamorado de Ayako, la hija menor de la familia Asai, viaja a Osaka para trabajar en el establecimiento de una línea de comunicación telefónica entre Tokio y Osaka utilizando una técnica de transmisión por microondas.
La crítica contemporánea observó similitudes con las películas de Ozu, como el uso de planos contrapicados o la elección de Chishū Ryū como protagonista.
La luna se levanta fue el debut en la gran pantalla de Shōji Yasui (nacido Masao Yomo), quien tomó su nombre artístico del personaje que interpretó en esta película.

## Legado
La versión restaurada en 4K de la película se proyectó en la sección Clásicos del Festival Internacional de Cine de Cannes de 2021.